# 3 (バンド)
3（スリー）は、イングランド出身のロックバンド。1987年にキース・エマーソン、ロバート・ベリー、カール・パーマーの3名で結成された。エマーソン・レイク・アンド・パーマー（ELP）の流れを汲むトリオとして活動。後継プロジェクトに3.2（スリー・ポイント・トゥー）がある。

## 略歴

### 結成までの経緯
1985年、ELPの再興をめざしたエマーソンとグレッグ・レイクは、当時エイジアに在籍していたパーマーの代わりにコージー・パウエルを迎えて、エマーソン・レイク・アンド・パウエルを結成した。このトリオは1986年7月に同名のデビュー・アルバムを発表してライブ・ツアーを行ったものの、不本意なセールスに失望してツアー終了後に解散した。
1987年初め、パーマーはエイジアを脱退してエマーソンとレイクに合流した。これによりELP再結成のニュースが流れたが、3月のリハーサルの途中でレイクが降板してしまった。エマーソンとパーマーは同年、レイクの代役に元GTRのメンバーでマルチプレイヤーのロバート・ベリーを迎えてトリオ名を「3（スリー)」とした。

### 3（1987年 - 1988年）
1987年6月にデモ音源の制作とリハーサルを開始し、9月にレコーディング開始。1988年2月、デビュー・アルバム『スリー・トゥ・ザ・パワー』を発表。4月初めから5月下旬まで、アメリカでコンサート・ツアーを行った。ツアー開始当初はデビュー・アルバムの作品に焦点を当てていたが、プロモーター側の要請もあって、途中からELPの「ホウダウン」など昔の作品も演奏した。ツアーの途中、5月14日にニューヨークのマディソン・スクエア・ガーデンで開催された「アトランティック・レコード40周年コンサート」に出演して、ザ・ナイスの「アメリカ」や「ロンド」などを演奏した。
精力的な活動にも拘わらず、アルバムの売れ行きは全米最高97位と振るわなかったので、ツアー終了後に解散を発表。活動期間が僅か1年の短命に終わった。

### 3.2（2015年 - 2021年）
2015年、エマーソンとベリーは3名義の新作の構想を始めた。しかし、翌2016年にエマーソンが死去。ベリーは3.2（スリー・ポイント・トゥー）というプロジェクト名でアルバムを完成させ、2018年に『スリー・トゥ・ザ・パワー』以来30年ぶりの新作『ザ・ルールズ・ハヴ・チェンジド』として発表した。
2021年、前作に収録しきれなかった楽曲を含む続編『サード・インプレッション』を発表。ここに三部作が完結した。

## メンバー
- キース・エマーソン / Keith Emerson  –  キーボード (1987年-1988年、2015年-2016年)
- ロバート・ベリー / Robert Berry  –  リード・ボーカル、ギター、ベース (1987年-1988年、2015年-2021年)
- カール・パーマー / Carl Palmer  –  ドラム、パーカッション (1987年-1988年)

ライブ・サポート
- ポール・ケラー / Paul Keller  –  ギター (1988年)
- ジェニファー・スティール / Jennifer Steele  –  バック・ボーカル (1988年)

## ディスコグラフィ

### スタジオ・アルバム
- 『スリー・トゥ・ザ・パワー』  –  To the Power of Three (1988年)

3.2
- 『ザ・ルールズ・ハヴ・チェンジド』  –  The Rules Have Changed (2018年)
- 『サード・インプレッション』  –  Third Impression (2021年)

### ライブ・アルバム
- 『ライヴ・イン・ボストン』  –  Live in Boston 1988 (2016年)[11]
- Rockin' The Ritz (2018年)[12]

### シングル
- "Talkin' Bout" (1988年)